# Ślubnie, nieślubnie, inaczej
Ślubnie, nieślubnie, inaczej (ang. Married Single Other, 2010) – brytyjski serial obyczajowy w reżyserii Declana Lowneya i Charlesa Martina. Wyprodukowany przez Left Bank Pictures.
Światowa premiera serialu miała miejsce 22 lutego 2010 roku na antenach ITV i UTV. Po raz ostatni serial został wyemitowany 29 marca 2010 roku. W Polsce premiera serialu odbyła się 30 kwietnia 2013 roku na kanale TVP2.

## Opis fabuły
Serial opowiada o zabawnych perypetiach trzech par. Jedna z nich żyje szczęśliwie, choć nie ma ślubu. Drugiej parze nie układa się, choć jest to małżeństwo z wieloletnim stażem. Jeszcze inni przez pewien czas prowadzą życie singli, ale wkrótce się to zmienia. Eddie (Shaun Dooley) i Lillie (Lucy Davis) wychowują 11-letniego Joego i 16-letniego Harry'ego. Mężczyzna już wiele razy oświadczał się ukochanej. Ona choć nie zamierzała wziąć ślubu, widząc jak bardzo mu na tym zależy, w końcu ustępuje. Babs (Amanda Abbington) wychowuje 15-letnią córkę Ginę (Leila Mimmack) z poprzedniego związku. Nie może liczyć na pomoc męża. Uzależniony od hazardu Dickie (Dean Lennox Kelly) nie dojrzał do roli ojca i potrafi robić tylko długi. Gdy Babs z nim zrywa, mężczyzna przeprowadza się do kampera, który parkuje pod domem jego brata Clinta (Ralf Little), który jest kobieciarzem i copywriterem w agencji reklamowej.

## Obsada
- Dean Lennox Kelly jako Dickie
- Amanda Abbington jako Babs
- Ralf Little jako Clint
- Miranda Raison jako Abbey
- Lucy Davis jako Lillie
- Shaun Dolley jako Eddie
- Tom Kane jako Harry
- Jack Scanlon jako Joe
- Leila Mimmack jako Gina
- Gina Yashere jako Flo
- Neil Bell jako pan Connolly
- Edward Franklin jako Eros
- Oona Chaplin jako Fabiana

## Spis odcinków
| Światowa premiera | Polska premiera | N/o | Angielski tytuł |
| ----------------- | --------------- | --- | --------------- |
|                   |                 |     |                 |
| SERIA PIERWSZA    |                 |     |                 |
|                   |                 |     |                 |
| 22.02.2010        | 30.04.2013      | 01  | I Don't         |
|                   |                 |     |                 |
| 01.03.2010        | 07.05.2013      | 02  | Dinner For Six  |
|                   |                 |     |                 |
| 08.03.2010        | 14.05.2013      | 03  | Burning Rubber  |
|                   |                 |     |                 |
| 15.03.2010        | 21.05.2013      | 04  | Chink           |
|                   |                 |     |                 |
| 22.03.2010        | 28.05.2013      | 05  | T.D.D.U.P.      |
|                   |                 |     |                 |
| 29.03.2010        | 04.06.2013      | 06  | Catnip          |
|                   |                 |     |                 |